# Gironniera nervosa
Gironniera nervosa är en hampväxtart som beskrevs av Jules Émile Planchon. Gironniera nervosa ingår i släktet Gironniera och familjen hampväxter. Inga underarter finns listade i Catalogue of Life.